# Michael Lippert
Michael Hans Lippert (Schönwald, 24 aprile 1897 – Wuppertal, 1º settembre 1969) è stato un militare tedesco, ufficiale delle Waffen-SS durante la seconda guerra mondiale.
Ricevette l'ordine da Theodore Eicke di sparare a Ernst Röhm, dato che questi non aveva approfittato della possibilità di suicidarsi concessagli da Hitler dopo i fatti della "notte dei lunghi coltelli". 
Il 14 maggio 1957, tornato a vivere nella Germania Ovest da 5 anni, verrà processato per la sua partecipazione all'omicidio di Röhm e condannato a 18 mesi di carcere, nonostante si fosse difeso addossando tutta la colpa su Eicke.